# Copa Bicentenario 2021
La Copa Bicentenario 2021 fue la segunda edición de la Copa Bicentenario, tras haberse cancelado la edición del año anterior debido a la pandemia de covid-19. La Copa Bicentenario fue organizada por la Federación Peruana de Fútbol, a través de la Comisión Organizadora de Competiciones. En la edición 2021, se contó con la participación de los equipos de fútbol profesional del Perú, que para esta temporada fueron 30: 18 de la Liga 1 y 12 de la Liga 2 y fue la edición conmemorativa en el año del Bicentenario del Perú.
El campeón asegura su participación en la Copa Sudamericana 2022.

## Participantes
Los equipos que integraron el sistema de ligas profesionales en sus dos categorías en la temporada 2021 fueron los siguientes.
| Liga de Fútbol Profesional 2021 | Liga de Fútbol Profesional 2021 |
| Liga 1 | Liga 1 |
| --- | --- |
| - Sporting Cristal (1) - Universidad San Martín (2) - Universidad César Vallejo (3) - Alianza Lima (4) - Ayacucho FC (5) - Universitario de Deportes (6) - Cienciano (7) - Carlos A. Mannucci (8) - Sport Huancayo (9) | - Alianza Atlético (10) - Sport Boys (11) - UTC (12) - Alianza Universidad (13) - Cantolao (14) - Melgar (15) - Cusco FC (16) - Deportivo Municipal (17) - Binacional (18) |
| Liga 2 | |
| - Atlético Grau (19) - Sport Chavelines (20) - Comerciantes Unidos (21) - Unión Comercio (22) - Santos FC (23) - Juan Aurich (24)                                                                                      | - Cultural Santa Rosa (25) - Carlos Stein (26) - Deportivo Llacuabamba (27) - Deportivo Coopsol (28) - Unión Huaral (29) - Pirata FC (30)                                  |

- Nota: Entre paréntesis, la posición que ocupó cada equipo en el ranking de la Liga Profesional.
- Nota: Sporting Cristal, campeón Liga 1 2020, y Atlético Grau, campeón Copa Bicentenario 2019, clasificados directamente a Octavos de final.

| Departamento de Lima                | 7 | Alianza Lima, Deportivo Municipal, Sporting Cristal, Univ. San Martín, Deportivo Coopsol, Unión Huaral y Universitario de Deportes | Alianza Lima · Municipal · Cristal · USMP · Universitario de Deportes UTC Juan Aurich · Carlos Stein · Pirata FC Mannucci · UCV Deportivo Llacuabamba Chavelines Melgar Binacional Ayacucho FC Alianza Universidad Sport Huancayo Unión Comercio Cantolao · Sport Boys Coopsol Unión Huaral Comerciantes Unidos Santos FC Chankas Alianza Atlético Grau Cusco F.C. Cienciano |
| Departamento de La Libertad         | 4 | Carlos A. Mannucci, Univ. César Vallejo, Deportivo Llacuabamba y Sport Chavelines                                                  | Alianza Lima · Municipal · Cristal · USMP · Universitario de Deportes UTC Juan Aurich · Carlos Stein · Pirata FC Mannucci · UCV Deportivo Llacuabamba Chavelines Melgar Binacional Ayacucho FC Alianza Universidad Sport Huancayo Unión Comercio Cantolao · Sport Boys Coopsol Unión Huaral Comerciantes Unidos Santos FC Chankas Alianza Atlético Grau Cusco F.C. Cienciano |
| Departamento de Lambayeque          | 3 | Juan Aurich, Carlos Stein y Pirata FC                                                                                              | Alianza Lima · Municipal · Cristal · USMP · Universitario de Deportes UTC Juan Aurich · Carlos Stein · Pirata FC Mannucci · UCV Deportivo Llacuabamba Chavelines Melgar Binacional Ayacucho FC Alianza Universidad Sport Huancayo Unión Comercio Cantolao · Sport Boys Coopsol Unión Huaral Comerciantes Unidos Santos FC Chankas Alianza Atlético Grau Cusco F.C. Cienciano |
| Provincia constitucional del Callao | 2 | Cantolao y Sport Boys | Alianza Lima · Municipal · Cristal · USMP · Universitario de Deportes UTC Juan Aurich · Carlos Stein · Pirata FC Mannucci · UCV Deportivo Llacuabamba Chavelines Melgar Binacional Ayacucho FC Alianza Universidad Sport Huancayo Unión Comercio Cantolao · Sport Boys Coopsol Unión Huaral Comerciantes Unidos Santos FC Chankas Alianza Atlético Grau Cusco F.C. Cienciano |
| Departamento de Cajamarca           | 2 | Comerciantes Unidos y UTC | Alianza Lima · Municipal · Cristal · USMP · Universitario de Deportes UTC Juan Aurich · Carlos Stein · Pirata FC Mannucci · UCV Deportivo Llacuabamba Chavelines Melgar Binacional Ayacucho FC Alianza Universidad Sport Huancayo Unión Comercio Cantolao · Sport Boys Coopsol Unión Huaral Comerciantes Unidos Santos FC Chankas Alianza Atlético Grau Cusco F.C. Cienciano |
| Departamento de Cusco               | 2 | Cienciano y Cusco FC | Alianza Lima · Municipal · Cristal · USMP · Universitario de Deportes UTC Juan Aurich · Carlos Stein · Pirata FC Mannucci · UCV Deportivo Llacuabamba Chavelines Melgar Binacional Ayacucho FC Alianza Universidad Sport Huancayo Unión Comercio Cantolao · Sport Boys Coopsol Unión Huaral Comerciantes Unidos Santos FC Chankas Alianza Atlético Grau Cusco F.C. Cienciano |
| Departamento de Piura               | 2 | Alianza Atlético y Atlético Grau                                                                                                   | Alianza Lima · Municipal · Cristal · USMP · Universitario de Deportes UTC Juan Aurich · Carlos Stein · Pirata FC Mannucci · UCV Deportivo Llacuabamba Chavelines Melgar Binacional Ayacucho FC Alianza Universidad Sport Huancayo Unión Comercio Cantolao · Sport Boys Coopsol Unión Huaral Comerciantes Unidos Santos FC Chankas Alianza Atlético Grau Cusco F.C. Cienciano |
| Departamento de Apurímac            | 1 | Cultural Santa Rosa | Alianza Lima · Municipal · Cristal · USMP · Universitario de Deportes UTC Juan Aurich · Carlos Stein · Pirata FC Mannucci · UCV Deportivo Llacuabamba Chavelines Melgar Binacional Ayacucho FC Alianza Universidad Sport Huancayo Unión Comercio Cantolao · Sport Boys Coopsol Unión Huaral Comerciantes Unidos Santos FC Chankas Alianza Atlético Grau Cusco F.C. Cienciano |
| Departamento de Arequipa            | 1 | Melgar | Alianza Lima · Municipal · Cristal · USMP · Universitario de Deportes UTC Juan Aurich · Carlos Stein · Pirata FC Mannucci · UCV Deportivo Llacuabamba Chavelines Melgar Binacional Ayacucho FC Alianza Universidad Sport Huancayo Unión Comercio Cantolao · Sport Boys Coopsol Unión Huaral Comerciantes Unidos Santos FC Chankas Alianza Atlético Grau Cusco F.C. Cienciano |
| Departamento de Ayacucho            | 1 | Ayacucho FC | Alianza Lima · Municipal · Cristal · USMP · Universitario de Deportes UTC Juan Aurich · Carlos Stein · Pirata FC Mannucci · UCV Deportivo Llacuabamba Chavelines Melgar Binacional Ayacucho FC Alianza Universidad Sport Huancayo Unión Comercio Cantolao · Sport Boys Coopsol Unión Huaral Comerciantes Unidos Santos FC Chankas Alianza Atlético Grau Cusco F.C. Cienciano |
| Departamento de Huánuco             | 1 | Alianza Universidad | Alianza Lima · Municipal · Cristal · USMP · Universitario de Deportes UTC Juan Aurich · Carlos Stein · Pirata FC Mannucci · UCV Deportivo Llacuabamba Chavelines Melgar Binacional Ayacucho FC Alianza Universidad Sport Huancayo Unión Comercio Cantolao · Sport Boys Coopsol Unión Huaral Comerciantes Unidos Santos FC Chankas Alianza Atlético Grau Cusco F.C. Cienciano |
| Departamento de Ica                 | 1 | Santos FC | Alianza Lima · Municipal · Cristal · USMP · Universitario de Deportes UTC Juan Aurich · Carlos Stein · Pirata FC Mannucci · UCV Deportivo Llacuabamba Chavelines Melgar Binacional Ayacucho FC Alianza Universidad Sport Huancayo Unión Comercio Cantolao · Sport Boys Coopsol Unión Huaral Comerciantes Unidos Santos FC Chankas Alianza Atlético Grau Cusco F.C. Cienciano |
| Departamento de Junín               | 1 | Sport Huancayo | Alianza Lima · Municipal · Cristal · USMP · Universitario de Deportes UTC Juan Aurich · Carlos Stein · Pirata FC Mannucci · UCV Deportivo Llacuabamba Chavelines Melgar Binacional Ayacucho FC Alianza Universidad Sport Huancayo Unión Comercio Cantolao · Sport Boys Coopsol Unión Huaral Comerciantes Unidos Santos FC Chankas Alianza Atlético Grau Cusco F.C. Cienciano |
| Departamento de Puno                | 1 | Binacional | Alianza Lima · Municipal · Cristal · USMP · Universitario de Deportes UTC Juan Aurich · Carlos Stein · Pirata FC Mannucci · UCV Deportivo Llacuabamba Chavelines Melgar Binacional Ayacucho FC Alianza Universidad Sport Huancayo Unión Comercio Cantolao · Sport Boys Coopsol Unión Huaral Comerciantes Unidos Santos FC Chankas Alianza Atlético Grau Cusco F.C. Cienciano |
| Departamento de San Martín          | 1 | Unión Comercio | Alianza Lima · Municipal · Cristal · USMP · Universitario de Deportes UTC Juan Aurich · Carlos Stein · Pirata FC Mannucci · UCV Deportivo Llacuabamba Chavelines Melgar Binacional Ayacucho FC Alianza Universidad Sport Huancayo Unión Comercio Cantolao · Sport Boys Coopsol Unión Huaral Comerciantes Unidos Santos FC Chankas Alianza Atlético Grau Cusco F.C. Cienciano |

## Fases eliminatorias

### Cuadro
|  | Dieciseisavos de final   | Dieciseisavos de final |                         |                     | Octavos de final  | Octavos de final  |  |                         | Cuartos de final  | Cuartos de final  |  |                  | Semifinales | Semifinales |  |                  | Final       | Final       |  |
|  | 10 al 13 de junio        | 10 al 13 de junio      |                         |                     | 16 al 20 de junio | 16 al 20 de junio |  |                         | 23 al 25 de junio | 23 al 25 de junio |  |                  | 4 de julio  | 4 de julio  |  |                  | 27 de julio | 27 de julio |  |
|  |                          |                        |                         |                     |                   |                   |  |                         |                   |                   |  |                  |             |             |  |                  |             |             |  |
|  |                          |                        |                         |                     |                   |                   |  |                         |                   |                   |  |                  |             |             |  |                  |             |             |  |
|  |                          |                        |                         |                     |                   |                   |  |                         |                   |                   |  |                  |             |             |  |                  |             |             |  |
|  |                          |                        |                         |                     |                   |                   |  |                         |                   |                   |  |                  |             |             |  |                  |             |             |  |
|  |                          |                        |                         |                     |                   |                   |  |                         |                   |                   |  |                  |             |             |  |                  |             |             |  |
|  |                          | Sporting Cristal       | 3                       |                     |                   |                   |  |                         |                   |                   |  |                  |             |             |  |                  |             |             |  |
|  |                          |                        | 3                       |                     |                   |                   |  |                         |                   |                   |  |                  |             |             |  |                  |             |             |  |
|  |                          |                        | Cusco FC                | 2                   |                   |                   |  |                         |                   |                   |  |                  |             |             |  |                  |             |             |  |
|  | Binacional               | 1 (3)                  | Cusco FC                | 2                   |                   |                   |  |                         |                   |                   |  |                  |             |             |  |                  |             |             |  |
|  | Binacional               | 1 (3)                  |                         |                     |                   |                   |  |                         |                   |                   |  |                  |             |             |  |                  |             |             |  |
|  | Cusco FC (p.)            | 1 (5)                  |                         |                     |                   |                   |  |                         |                   |                   |  |                  |             |             |  |                  |             |             |  |
|  | Cusco FC (p.)            | 1 (5)                  |                         |                     |                   |                   |  | Sporting Cristal        | 2                 |                   |  |                  |             |             |  |                  |             |             |  |
|  |                          |                        |                         |                     |                   |                   |  | Sporting Cristal        | 2                 |                   |  |                  |             |             |  |                  |             |             |  |
|  |                          |                        | Ayacucho FC             | 0                   |                   |                   |  |                         |                   |                   |  |                  |             |             |  |                  |             |             |  |
|  | Carlos Stein             | 0                      | Ayacucho FC             | 0                   |                   |                   |  |                         |                   |                   |  |                  |             |             |  |                  |             |             |  |
|  | Carlos Stein             | 0                      |                         |                     |                   |                   |  |                         |                   |                   |  |                  |             |             |  |                  |             |             |  |
|  | Ayacucho FC              | 1                      |                         |                     |                   |                   |  |                         |                   |                   |  |                  |             |             |  |                  |             |             |  |
|  | Ayacucho FC              | 1                      |                         | Ayacucho FC (p.)    | 0 (4)             |                   |  |                         |                   |                   |  |                  |             |             |  |                  |             |             |  |
|  |                          |                        |                         | Ayacucho FC (p.)    | 0 (4)             |                   |  |                         |                   |                   |  |                  |             |             |  |                  |             |             |  |
|  |                          |                        | Alianza Atlético        | 0 (3)               |                   |                   |  |                         |                   |                   |  |                  |             |             |  |                  |             |             |  |
|  | Juan Aurich              | 0                      | Alianza Atlético        | 0 (3)               |                   |                   |  |                         |                   |                   |  |                  |             |             |  |                  |             |             |  |
|  | Juan Aurich              | 0                      |                         |                     |                   |                   |  |                         |                   |                   |  |                  |             |             |  |                  |             |             |  |
|  | Alianza Atlético         | 1                      |                         |                     |                   |                   |  |                         |                   |                   |  |                  |             |             |  |                  |             |             |  |
|  | Alianza Atlético         | 1                      |                         |                     |                   |                   |  |                         |                   |                   |  | Sporting Cristal | 2           |             |  |                  |             |             |  |
|  |                          |                        |                         |                     |                   |                   |  |                         |                   |                   |  | Sporting Cristal | 2           |             |  |                  |             |             |  |
|  |                          |                        | Unión Comercio          | 0                   |                   |                   |  |                         |                   |                   |  |                  |             |             |  |                  |             |             |  |
|  | Unión Huaral             | 1                      | Unión Comercio          | 0                   |                   |                   |  |                         |                   |                   |  |                  |             |             |  |                  |             |             |  |
|  | Unión Huaral             | 1                      |                         |                     |                   |                   |  |                         |                   |                   |  |                  |             |             |  |                  |             |             |  |
|  | Univ. César Vallejo      | 2                      |                         |                     |                   |                   |  |                         |                   |                   |  |                  |             |             |  |                  |             |             |  |
|  | Univ. César Vallejo      | 2                      |                         | Univ. César Vallejo | 1                 |                   |  |                         |                   |                   |  |                  |             |             |  |                  |             |             |  |
|  |                          |                        |                         | Univ. César Vallejo | 1                 |                   |  |                         |                   |                   |  |                  |             |             |  |                  |             |             |  |
|  |                          |                        | Sport Boys              | 2                   |                   |                   |  |                         |                   |                   |  |                  |             |             |  |                  |             |             |  |
|  | Santos FC                | 1                      | Sport Boys              | 2                   |                   |                   |  |                         |                   |                   |  |                  |             |             |  |                  |             |             |  |
|  | Santos FC                | 1                      |                         |                     |                   |                   |  |                         |                   |                   |  |                  |             |             |  |                  |             |             |  |
|  | Sport Boys               | 3                      |                         |                     |                   |                   |  |                         |                   |                   |  |                  |             |             |  |                  |             |             |  |
|  | Sport Boys               | 3                      |                         |                     |                   |                   |  | Sport Boys              | 0 (3)             |                   |  |                  |             |             |  |                  |             |             |  |
|  |                          |                        |                         |                     |                   |                   |  | Sport Boys              | 0 (3)             |                   |  |                  |             |             |  |                  |             |             |  |
|  |                          |                        | Unión Comercio (p.)     | 0 (4)               |                   |                   |  |                         |                   |                   |  |                  |             |             |  |                  |             |             |  |
|  | Cultural Santa Rosa (p.) | 2 (3)                  | Unión Comercio (p.)     | 0 (4)               |                   |                   |  |                         |                   |                   |  |                  |             |             |  |                  |             |             |  |
|  | Cultural Santa Rosa (p.) | 2 (3)                  |                         |                     |                   |                   |  |                         |                   |                   |  |                  |             |             |  |                  |             |             |  |
|  | Alianza Lima             | 2 (2)                  |                         |                     |                   |                   |  |                         |                   |                   |  |                  |             |             |  |                  |             |             |  |
|  | Alianza Lima             | 2 (2)                  |                         | Cultural Santa Rosa | 0                 |                   |  |                         |                   |                   |  |                  |             |             |  |                  |             |             |  |
|  |                          |                        |                         | Cultural Santa Rosa | 0                 |                   |  |                         |                   |                   |  |                  |             |             |  |                  |             |             |  |
|  |                          |                        | Unión Comercio          | 1                   |                   |                   |  |                         |                   |                   |  |                  |             |             |  |                  |             |             |  |
|  | Unión Comercio           | 4                      | Unión Comercio          | 1                   |                   |                   |  |                         |                   |                   |  |                  |             |             |  |                  |             |             |  |
|  | Unión Comercio           | 4                      |                         |                     |                   |                   |  |                         |                   |                   |  |                  |             |             |  |                  |             |             |  |
|  | Alianza Universidad      | 1                      |                         |                     |                   |                   |  |                         |                   |                   |  |                  |             |             |  |                  |             |             |  |
|  | Alianza Universidad      | 1                      |                         |                     |                   |                   |  |                         |                   |                   |  |                  |             |             |  | Sporting Cristal | 2           |             |  |
|  |                          |                        |                         |                     |                   |                   |  |                         |                   |                   |  |                  |             |             |  | Sporting Cristal | 2           |             |  |
|  |                          |                        | Carlos A. Mannucci      | 1                   |                   |                   |  |                         |                   |                   |  |                  |             |             |  |                  |             |             |  |
|  |                          |                        | Carlos A. Mannucci      | 1                   |                   |                   |  |                         |                   |                   |  |                  |             |             |  |                  |             |             |  |
|  |                          |                        |                         |                     |                   |                   |  |                         |                   |                   |  |                  |             |             |  |                  |             |             |  |
|  |                          |                        |                         |                     |                   |                   |  |                         |                   |                   |  |                  |             |             |  |                  |             |             |  |
|  |                          | Atlético Grau (p.)     | 0 (5)                   |                     |                   |                   |  |                         |                   |                   |  |                  |             |             |  |                  |             |             |  |
|  |                          |                        | 0 (5)                   |                     |                   |                   |  |                         |                   |                   |  |                  |             |             |  |                  |             |             |  |
|  |                          |                        | Deportivo Municipal     | 0 (4)               |                   |                   |  |                         |                   |                   |  |                  |             |             |  |                  |             |             |  |
|  | Deportivo Municipal      | 1                      | Deportivo Municipal     | 0 (4)               |                   |                   |  |                         |                   |                   |  |                  |             |             |  |                  |             |             |  |
|  | Deportivo Municipal      | 1                      |                         |                     |                   |                   |  |                         |                   |                   |  |                  |             |             |  |                  |             |             |  |
|  | Cantolao                 | 0                      |                         |                     |                   |                   |  |                         |                   |                   |  |                  |             |             |  |                  |             |             |  |
|  | Cantolao                 | 0                      |                         |                     |                   |                   |  | Atlético Grau           | 2                 |                   |  |                  |             |             |  |                  |             |             |  |
|  |                          |                        |                         |                     |                   |                   |  | Atlético Grau           | 2                 |                   |  |                  |             |             |  |                  |             |             |  |
|  |                          |                        | Sport Chavelines        | 1                   |                   |                   |  |                         |                   |                   |  |                  |             |             |  |                  |             |             |  |
|  | Deportivo Coopsol        | 1                      | Sport Chavelines        | 1                   |                   |                   |  |                         |                   |                   |  |                  |             |             |  |                  |             |             |  |
|  | Deportivo Coopsol        | 1                      |                         |                     |                   |                   |  |                         |                   |                   |  |                  |             |             |  |                  |             |             |  |
|  | Universitario            | 0                      |                         |                     |                   |                   |  |                         |                   |                   |  |                  |             |             |  |                  |             |             |  |
|  | Universitario            | 0                      |                         | Deportivo Coopsol   | 2                 |                   |  |                         |                   |                   |  |                  |             |             |  |                  |             |             |  |
|  |                          |                        |                         | Deportivo Coopsol   | 2                 |                   |  |                         |                   |                   |  |                  |             |             |  |                  |             |             |  |
|  |                          |                        | Sport Chavelines        | 3                   |                   |                   |  |                         |                   |                   |  |                  |             |             |  |                  |             |             |  |
|  | Sport Chavelines (p.)    | 0 (6)                  | Sport Chavelines        | 3                   |                   |                   |  |                         |                   |                   |  |                  |             |             |  |                  |             |             |  |
|  | Sport Chavelines (p.)    | 0 (6)                  |                         |                     |                   |                   |  |                         |                   |                   |  |                  |             |             |  |                  |             |             |  |
|  | Sport Huancayo           | 0 (5)                  |                         |                     |                   |                   |  |                         |                   |                   |  |                  |             |             |  |                  |             |             |  |
|  | Sport Huancayo           | 0 (5)                  |                         |                     |                   |                   |  |                         |                   |                   |  | Atlético Grau    | 2 (3)       |             |  |                  |             |             |  |
|  |                          |                        |                         |                     |                   |                   |  |                         |                   |                   |  | Atlético Grau    | 2 (3)       |             |  |                  |             |             |  |
|  |                          |                        | Carlos A. Mannucci (p.) | 2 (5)               |                   |                   |  |                         |                   |                   |  |                  |             |             |  |                  |             |             |  |
|  | Dep. Llacuabamba (p.)    | 2 (5)                  | Carlos A. Mannucci (p.) | 2 (5)               |                   |                   |  |                         |                   |                   |  |                  |             |             |  |                  |             |             |  |
|  | Dep. Llacuabamba (p.)    | 2 (5)                  |                         |                     |                   |                   |  |                         |                   |                   |  |                  |             |             |  |                  |             |             |  |
|  | Univ. San Martín         | 2 (4)                  |                         |                     |                   |                   |  |                         |                   |                   |  |                  |             |             |  |                  |             |             |  |
|  | Univ. San Martín         | 2 (4)                  |                         | Dep. Llacuabamba    | 0                 |                   |  |                         |                   |                   |  |                  |             |             |  |                  |             |             |  |
|  |                          |                        |                         | Dep. Llacuabamba    | 0                 |                   |  |                         |                   |                   |  |                  |             |             |  |                  |             |             |  |
|  |                          |                        | Carlos A. Mannucci      | 3                   |                   |                   |  |                         |                   |                   |  |                  |             |             |  |                  |             |             |  |
|  | Melgar                   | 1                      | Carlos A. Mannucci      | 3                   |                   |                   |  |                         |                   |                   |  |                  |             |             |  |                  |             |             |  |
|  | Melgar                   | 1                      |                         |                     |                   |                   |  |                         |                   |                   |  |                  |             |             |  |                  |             |             |  |
|  | Carlos A. Mannucci       | 2                      |                         |                     |                   |                   |  |                         |                   |                   |  |                  |             |             |  |                  |             |             |  |
|  | Carlos A. Mannucci       | 2                      |                         |                     |                   |                   |  | Carlos A. Mannucci (p.) | 0 (4)             |                   |  |                  |             |             |  |                  |             |             |  |
|  |                          |                        |                         |                     |                   |                   |  | Carlos A. Mannucci (p.) | 0 (4)             |                   |  |                  |             |             |  |                  |             |             |  |
|  |                          |                        | UTC                     | 0 (2)               |                   |                   |  |                         |                   |                   |  |                  |             |             |  |                  |             |             |  |
|  | Pirata FC (p.)           | 0 (4)                  | UTC                     | 0 (2)               |                   |                   |  |                         |                   |                   |  |                  |             |             |  |                  |             |             |  |
|  | Pirata FC (p.)           | 0 (4)                  |                         |                     |                   |                   |  |                         |                   |                   |  |                  |             |             |  |                  |             |             |  |
|  | Cienciano                | 0 (2)                  |                         |                     |                   |                   |  |                         |                   |                   |  |                  |             |             |  |                  |             |             |  |
|  | Cienciano                | 0 (2)                  |                         | Pirata FC           | 0                 |                   |  |                         |                   |                   |  |                  |             |             |  |                  |             |             |  |
|  |                          |                        |                         | Pirata FC           | 0                 |                   |  |                         |                   |                   |  |                  |             |             |  |                  |             |             |  |
|  |                          |                        | UTC                     | 1                   |                   |                   |  |                         |                   |                   |  |                  |             |             |  |                  |             |             |  |
|  | Comerciantes Unidos      | 0                      | UTC                     | 1                   |                   |                   |  |                         |                   |                   |  |                  |             |             |  |                  |             |             |  |
|  | Comerciantes Unidos      | 0                      |                         |                     |                   |                   |  |                         |                   |                   |  |                  |             |             |  |                  |             |             |  |
|  | UTC                      | 1                      |                         |                     |                   |                   |  |                         |                   |                   |  |                  |             |             |  |                  |             |             |  |
|  | UTC                      | 1                      |                         |                     |                   |                   |  |                         |                   |                   |  |                  |             |             |  |                  |             |             |  |
|  |                          |                        |                         |                     |                   |                   |  |                         |                   |                   |  |                  |             |             |  |                  |             |             |  |

### Dieciseisavos de final
| 10 de junio, 10:00 | Alianza Atlético | 1:0 (0:0) | Juan Aurich | Estadio San Marcos, Lima |                         |
|                    | Saffadi 64'      | Reporte   |             | Árbitro(s): Pablo López  | Árbitro(s): Pablo López |

| 10 de junio, 12:45 | Alianza Universidad | 1:4 (0:1) | Unión Comercio                                       | Estadio San Marcos, Lima |                          |
|                    | Espinosa 66'        | Reporte   | Noguera 44' · Muñoz 56' · Ibargüen 73' · Rengifo 82' | Árbitro(s): Daniel Ureta | Árbitro(s): Daniel Ureta |

| 10 de junio, 15:30 | Ayacucho FC    | 1:0 (1:0) | Carlos Stein | Estadio San Marcos, Lima |                          |
|                    | Lavandeira 42' | Reporte   |              | Árbitro(s): Luis Ciriaco | Árbitro(s): Luis Ciriaco |

| 10 de junio, 18:30 | Deportivo Municipal | 1:0 (1:0) | Academia Cantolao | Estadio San Marcos, Lima   |                            |
|                    | Ramírez 45+1'       | Reporte   |                   | Árbitro(s): Micke Palomino | Árbitro(s): Micke Palomino |

| 11 de junio, 10:00 | Cusco FC                                        | 1:1 (0:0) (5:3 p.)         | Deportivo Binacional               | Estadio San Marcos, Lima    |                             |
|                    | Rossi 49'                                       | Reporte                    | Arango 90+3'                       | Árbitro(s): Jonathan Zamora | Árbitro(s): Jonathan Zamora |
|                    |                                                 | Tiros desde el punto penal |                                    |                             |                             |
|                    | - Aubert - Rizzo - Abisab - Corrales - Carranza |                            | - Arango - Palomino - Zela - Uribe |                             |                             |

| 11 de junio, 12:45 | Universidad César Vallejo | 2:1 (1:0) | Unión Huaral | Estadio San Marcos, Lima         |                                  |
|                    | Mena 42' 89'              | Reporte   | Mina 70'     | Árbitro(s): Alejandro Villanueva | Árbitro(s): Alejandro Villanueva |

| 11 de junio, 15:30 | Sport Boys                                  | 3:1 (1:0) | Santos FC      | Estadio San Marcos, Lima      |                               |
|                    | Guerra 11' · Villamarín 50' · Ramírez 90+3' | Reporte   | Montesinos 75' | Árbitro(s): Wilmer Villanueva | Árbitro(s): Wilmer Villanueva |

| 11 de junio, 18:30 | Alianza Lima                                          | 2:2 (0:1) (2:3 p.)         | Cultural Santa Rosa                                          | Estadio San Marcos, Lima   |                            |
|                    | Barcos 58' · Aguirre 67'                              | Reporte                    | Ancajima 17' · Pando 79'                                     | Árbitro(s): Jordi Espinoza | Árbitro(s): Jordi Espinoza |
|                    |                                                       | Tiros desde el punto penal |                                                              |                            |                            |
|                    | - Ballón - Mora - Manzaneda - Lagos - Matzuda - Rojas |                            | - Chávez - Gonzales-Vigil - Díaz - Serna - Nicolini - Zurita |                            |                            |

| 12 de junio, 12:15 | UTC          | 1:0 (1:0) | Comerciantes Unidos | Estadio Alberto Gallardo, Lima |                            |
|                    | Villalba 13' | Reporte   |                     | Árbitro(s): Gherson Huamán     | Árbitro(s): Gherson Huamán |

| 12 de junio, 15:00 | Cienciano                                | 0:0 (2:4 p.)               | Pirata FC                         | Estadio Monumental, Lima   |                            |
|                    |                                          | Reporte                    |                                   | Árbitro(s): Beider Vásquez | Árbitro(s): Beider Vásquez |
|                    |                                          | Tiros desde el punto penal |                                   |                            |                            |
|                    | - Romagnoli - Aparicio - Riojas - Laynes |                            | - Zeta - Carnero - Hoyos - Campos |                            |                            |

| 12 de junio, 19:30 | Universitario | 0:1 (0:0) | Deportivo Coopsol | Estadio San Marcos, Lima   |                            |
|                    |               | Reporte   | Zárate 55'        | Árbitro(s): Luis Seminario | Árbitro(s): Luis Seminario |

| 13 de junio, 12:15 | Universidad San Martín                                | 2:2 (1:1) (4:5 p.)         | Deportivo Llacuabamba                                    | Estadio Alberto Gallardo, Lima |                         |
|                    | Pérez 11' · Monges 72'                                | Reporte                    | Huangal 36' · Velázquez 63'                              | Árbitro(s): Bruno Pérez        | Árbitro(s): Bruno Pérez |
|                    |                                                       | Tiros desde el punto penal |                                                          |                                |                         |
|                    | - Schuler - Pérez - Monges - Hurtado - Inga - Llontop |                            | - Santisteban - López - Ramos - Acevedo - Vega - Recalde |                                |                         |

| 13 de junio, 15:00 | Carlos A. Mannucci            | 2:1 (1:0) | FBC Melgar   | Estadio Monumental, Lima     |                              |
|                    | Rodríguez 12' · Fernández 68' | Reporte   | Cuesta 90+6' | Árbitro(s): Hilbert Villegas | Árbitro(s): Hilbert Villegas |

| 13 de junio, 19:30 | Sport Huancayo                                                        | 0:0 (5:6 p.)               | Sport Chavelines                                               | Estadio San Marcos, Lima |                          |
|                    |                                                                       | Reporte                    |                                                                | Árbitro(s): David Huamán | Árbitro(s): David Huamán |
|                    |                                                                       | Tiros desde el punto penal |                                                                |                          |                          |
|                    | - Valverde - Quintero - Lliuya - Rojas - Monsalvo - Valoyes - Carmona |                            | - Hinostroza - Mena - Sen - Ríos - Mayora - Hernández - Torres |                          |                          |

### Octavos de final
| 16 de junio, 10:00 | Ayacucho FC                            | 0:0 (4:3 p.)               | Alianza Atlético                                | Videna FPF, Lima           |                            |
|                    |                                        | Reporte                    |                                                 | Árbitro(s): Luis Seminario | Árbitro(s): Luis Seminario |
|                    |                                        | Tiros desde el punto penal |                                                 |                            |                            |
|                    | - Pósito - Mendieta - Olascuaga - Arce |                            | - Cruzado - Ariano - Pretel - Barrios - Saffadi |                            |                            |

| 16 de junio, 15:00 | Atlético Grau                                          | 0:0 (5:4 p.)               | Deportivo Municipal                                 | Videna FPF, Lima        |                         |
|                    |                                                        | Reporte                    |                                                     | Árbitro(s): Bruno Pérez | Árbitro(s): Bruno Pérez |
|                    |                                                        | Tiros desde el punto penal |                                                     |                         |                         |
|                    | - Pallares - Céspedes - De la Cruz - Ceballos - Marcos |                            | - Ramírez - Cossio - Archimbaud - Cardoza - Rengifo |                         |                         |

| 17 de junio, 13:00 | Universidad César Vallejo | 1:2 (0:1) | Sport Boys                   | Estadio Iván Elías Moreno, Lima |                              |
|                    | Mena 80'                  | Reporte   | Villamarín 37' · Bolívar 70' | Árbitro(s): Michael Espinoza    | Árbitro(s): Michael Espinoza |

| 18 de junio, 13:00 | Pirata FC | 0:1 (0:0) | UTC         | Estadio San Marcos, Lima     |                              |
|                    |           | Reporte   | Gentile 78' | Árbitro(s): Gean Barbagelata | Árbitro(s): Gean Barbagelata |

| 19 de junio, 10:00 | Cultural Santa Rosa | 0:1 (0:0) | Unión Comercio | Estadio Miguel Grau, Callao |                            |
|                    |                     | Reporte   | Almirón 59'    | Árbitro(s): Beider Vásquez  | Árbitro(s): Beider Vásquez |

| 19 de junio, 15:00 | Sporting Cristal                     | 3:2 (2:0) | Cusco FC                    | Estadio Miguel Grau, Callao  |                              |
|                    | Ávila 19' · Rossi 37' · Loyola 90+7' | Reporte   | Carrillo 47' · Abisab 90+3' | Árbitro(s): Augusto Menéndez | Árbitro(s): Augusto Menéndez |

| 19 de junio, 19:00 | Deportivo Llacuabamba | 0:3 (0:2) | Carlos A. Mannucci           | Estadio San Marcos, Lima |                          |
|                    |                       | Reporte   | Palomino 25' · Núñez 33' 87' | Árbitro(s): David Huamán | Árbitro(s): David Huamán |

| 20 de junio, 14:00 | Deportivo Coopsol           | 2:3 (1:2) | Sport Chavelines                           | Estadio Iván Elías Moreno, Lima |                          |
|                    | Alzamora 42' · Espinoza 56' | Reporte   | Santamaría 17' · Aguirre 36' · Ruidías 68' | Árbitro(s): Joel Alarcón        | Árbitro(s): Joel Alarcón |

### Cuartos de final
| 23 de junio, 13:00 | Sport Boys                                          | 0:0 (3:4 p.)               | Unión Comercio                         | Estadio Alberto Gallardo, Lima |                           |
|                    |                                                     | Reporte                    |                                        | Árbitro(s): Edwin Ordóñez      | Árbitro(s): Edwin Ordóñez |
|                    |                                                     | Tiros desde el punto penal |                                        |                                |                           |
|                    | - Penco - Ramírez - Villamarín - Rostaing - Fuentes |                            | - Neira - Almirón - Ibargüen - Vásquez |                                |                           |

| 24 de junio, 10:30 | Atlético Grau        | 2:1 (0:1) | Sport Chavelines | Estadio Miguel Grau, Callao  |                              |
|                    | Gaona 46' · Cano 54' | Reporte   | Ruidías 42'      | Árbitro(s): Fernando Legario | Árbitro(s): Fernando Legario |

| 24 de junio, 15:00 | Carlos A. Mannucci                  | 0:0 (4:2 p.)               | UTC                                    | Estadio Miguel Grau, Callao |                          |
|                    |                                     | Reporte                    |                                        | Árbitro(s): Joel Alarcón    | Árbitro(s): Joel Alarcón |
|                    |                                     | Tiros desde el punto penal |                                        |                             |                          |
|                    | - Núñez - Benincasa - Barco - Godoy |                            | - Ortíz - Sandoval - Gómez - Goyoneche |                             |                          |

| 25 de junio, 15:00 | Sporting Cristal        | 2:0 (0:0) | Ayacucho FC | Estadio Iván Elías Moreno, Lima |                              |
|                    | Grimaldo 73' · Soto 88' | Reporte   |             | Árbitro(s): Michael Espinoza    | Árbitro(s): Michael Espinoza |

### Semifinales
| 4 de julio, 12:00 | Atlético Grau                               | 2:2 (0:1) (3:5 p.)         | Carlos A. Mannucci                                  | Estadio Iván Elías Moreno, Lima |                              |
|                   | Gaona 46' · Benites 90+1'                   | Reporte                    | Dioses 19' · Fuentes 53'                            | Árbitro(s): Michael Espinoza    | Árbitro(s): Michael Espinoza |
|                   |                                             | Tiros desde el punto penal |                                                     |                                 |                              |
|                   | - Pallares - Quiroz - De la Cruz - Ceballos |                            | - Núñez - Rodríguez - Godoy - Benincasa - Fernández |                                 |                              |

| 4 de julio, 15:00 | Sporting Cristal           | 2:0 (0:0) | Unión Comercio | Estadio Miguel Grau, Callao |                         |
|                   | Ávila 54' · Calcaterra 58' | Reporte   |                | Árbitro(s): Bruno Pérez     | Árbitro(s): Bruno Pérez |

### Final
| 27 de julio, 21:00 | Sporting Cristal | 2:1 (0:0) | Carlos A. Mannucci   | Estadio Alejandro Villanueva, Lima |                           |
| | Liza 58', 68'    | Reporte   | Rodríguez 66' (pen.) | Árbitro(s): Edwin Ordóñez          | Árbitro(s): Edwin Ordóñez |
| El partido estaba programado para las 19:00 (UTC-5) pero debido a problemas de iluminación, se aplazó hasta las 21:00 (UTC-5). |                  |           |                      |                                    |                           |

| 13    | POR   | Alejandro Duarte    |     |
| 15    | DEF   | Jhilmar Lora        |     |
| 4     | DEF   | Gianfranco Chávez   |     |
| 5     | DEF   | Omar Merlo          |     |
| 2     | DEF   | Johan Madrid        |     |
| 7     | MED   | Horacio Calcaterra  | 86' |
| 16    | MED   | Jesús Castillo      |     |
| 17    | MED   | Christofer Gonzales |     |
| 10    | DEL   | Jhon Marchán        | 45' |
| 8     | DEL   | Alejandro Hohberg   | 69' |
| 21    | DEL   | Irven Ávila         | 75' |
| D. T. | D. T. | Roberto Mosquera    |     |

| 12    | POR   | Manuel Heredia      |     |
| 25    | DEF   | Eduardo Rabanal     | 86' |
| 3     | DEF   | Gonzalo Godoy       |     |
| 13    | DEF   | Horacio Benincasa   |     |
| 4     | DEF   | Rafael Lutiger      |     |
| 11    | MED   | Javier Núñez        | 86' |
| 31    | MED   | Jean Pierre Fuentes |     |
| 23    | MED   | Jesús Barco         | 73' |
| 10    | MED   | Felipe Rodríguez    |     |
| 19    | DEL   | Mauro Guevgeozián   | 73' |
| 27    | DEL   | Rely Fernández      |     |
| D. T. | D. T. | Pablo Peirano       |     |

| 30 | DEL | Percy Liza         | 45' |
| 25 | MED | Martín Távara      | 69' |
| 20 | DEL | Joao Grimaldo      | 75' |
| 22 | DEF | Alejandro Gonzáles | 86' |

| 28 | MED | David Dioses          | 73' |
| 22 | DEL | José Carlos Fernández | 73' |
| 17 | DEL | Kleiber Palomino      | 86' |
| 7  | DEL | Osnar Noronha         | 86' |

| 58' · 68' | Percy Liza | 1:0 2:1 |

| 66' | Felipe Rodríguez | 1:1 |

| 30' · 78' · 90+3' | Horacio Calcaterra Martín Távara Alejandro González |

| 35' · 71' · 77' · 86' | Rely Fernández Horacio Benincasa Eduardo Rabanal Jean Pierre Fuentes |

| Principal  | Edwin Ordóñez   |
| Asistentes | Abraham Loayza  |
|            | Alex Valdiviezo |
| Cuarto     | Hibert Villegas |

|  |                    |     |     |
|  | Tiros              | 12  | 6   |
|  | Tiros a puerta     | 7   | 2   |
|  | Faltas             | 16  | 21  |
|  | Saques de esquina  | 7   | 1   |
|  | Fueras de juego    | 4   | 2   |
|  | Posesión del balón | 61% | 39% |

| 13    | POR   | Alejandro Duarte    |     |
| 15    | DEF   | Jhilmar Lora        |     |
| 4     | DEF   | Gianfranco Chávez   |     |
| 5     | DEF   | Omar Merlo          |     |
| 2     | DEF   | Johan Madrid        |     |
| 7     | MED   | Horacio Calcaterra  | 86' |
| 16    | MED   | Jesús Castillo      |     |
| 17    | MED   | Christofer Gonzales |     |
| 10    | DEL   | Jhon Marchán        | 45' |
| 8     | DEL   | Alejandro Hohberg   | 69' |
| 21    | DEL   | Irven Ávila         | 75' |
| D. T. | D. T. | Roberto Mosquera    |     |

| 12    | POR   | Manuel Heredia      |     |
| 25    | DEF   | Eduardo Rabanal     | 86' |
| 3     | DEF   | Gonzalo Godoy       |     |
| 13    | DEF   | Horacio Benincasa   |     |
| 4     | DEF   | Rafael Lutiger      |     |
| 11    | MED   | Javier Núñez        | 86' |
| 31    | MED   | Jean Pierre Fuentes |     |
| 23    | MED   | Jesús Barco         | 73' |
| 10    | MED   | Felipe Rodríguez    |     |
| 19    | DEL   | Mauro Guevgeozián   | 73' |
| 27    | DEL   | Rely Fernández      |     |
| D. T. | D. T. | Pablo Peirano       |     |

| 30 | DEL | Percy Liza         | 45' |
| 25 | MED | Martín Távara      | 69' |
| 20 | DEL | Joao Grimaldo      | 75' |
| 22 | DEF | Alejandro Gonzáles | 86' |

| 28 | MED | David Dioses          | 73' |
| 22 | DEL | José Carlos Fernández | 73' |
| 17 | DEL | Kleiber Palomino      | 86' |
| 7  | DEL | Osnar Noronha         | 86' |

| 58' · 68' | Percy Liza | 1:0 2:1 |

| 66' | Felipe Rodríguez | 1:1 |

| 30' · 78' · 90+3' | Horacio Calcaterra Martín Távara Alejandro González |

| 35' · 71' · 77' · 86' | Rely Fernández Horacio Benincasa Eduardo Rabanal Jean Pierre Fuentes |

| Principal  | Edwin Ordóñez   |
| Asistentes | Abraham Loayza  |
|            | Alex Valdiviezo |
| Cuarto     | Hibert Villegas |

|  |                    |     |     |
|  | Tiros              | 12  | 6   |
|  | Tiros a puerta     | 7   | 2   |
|  | Faltas             | 16  | 21  |
|  | Saques de esquina  | 7   | 1   |
|  | Fueras de juego    | 4   | 2   |
|  | Posesión del balón | 61% | 39% |

| 13    | POR   | Alejandro Duarte    |     |
| 15    | DEF   | Jhilmar Lora        |     |
| 4     | DEF   | Gianfranco Chávez   |     |
| 5     | DEF   | Omar Merlo          |     |
| 2     | DEF   | Johan Madrid        |     |
| 7     | MED   | Horacio Calcaterra  | 86' |
| 16    | MED   | Jesús Castillo      |     |
| 17    | MED   | Christofer Gonzales |     |
| 10    | DEL   | Jhon Marchán        | 45' |
| 8     | DEL   | Alejandro Hohberg   | 69' |
| 21    | DEL   | Irven Ávila         | 75' |
| D. T. | D. T. | Roberto Mosquera    |     |

| 12    | POR   | Manuel Heredia      |     |
| 25    | DEF   | Eduardo Rabanal     | 86' |
| 3     | DEF   | Gonzalo Godoy       |     |
| 13    | DEF   | Horacio Benincasa   |     |
| 4     | DEF   | Rafael Lutiger      |     |
| 11    | MED   | Javier Núñez        | 86' |
| 31    | MED   | Jean Pierre Fuentes |     |
| 23    | MED   | Jesús Barco         | 73' |
| 10    | MED   | Felipe Rodríguez    |     |
| 19    | DEL   | Mauro Guevgeozián   | 73' |
| 27    | DEL   | Rely Fernández      |     |
| D. T. | D. T. | Pablo Peirano       |     |

| 30 | DEL | Percy Liza         | 45' |
| 25 | MED | Martín Távara      | 69' |
| 20 | DEL | Joao Grimaldo      | 75' |
| 22 | DEF | Alejandro Gonzáles | 86' |

| 28 | MED | David Dioses          | 73' |
| 22 | DEL | José Carlos Fernández | 73' |
| 17 | DEL | Kleiber Palomino      | 86' |
| 7  | DEL | Osnar Noronha         | 86' |

| 58' · 68' | Percy Liza | 1:0 2:1 |

| 66' | Felipe Rodríguez | 1:1 |

| 30' · 78' · 90+3' | Horacio Calcaterra Martín Távara Alejandro González |

| 35' · 71' · 77' · 86' | Rely Fernández Horacio Benincasa Eduardo Rabanal Jean Pierre Fuentes |

| Principal  | Edwin Ordóñez   |
| Asistentes | Abraham Loayza  |
|            | Alex Valdiviezo |
| Cuarto     | Hibert Villegas |

|  |                    |     |     |
|  | Tiros              | 12  | 6   |
|  | Tiros a puerta     | 7   | 2   |
|  | Faltas             | 16  | 21  |
|  | Saques de esquina  | 7   | 1   |
|  | Fueras de juego    | 4   | 2   |
|  | Posesión del balón | 61% | 39% |

| 13    | POR   | Alejandro Duarte    |     |
| 15    | DEF   | Jhilmar Lora        |     |
| 4     | DEF   | Gianfranco Chávez   |     |
| 5     | DEF   | Omar Merlo          |     |
| 2     | DEF   | Johan Madrid        |     |
| 7     | MED   | Horacio Calcaterra  | 86' |
| 16    | MED   | Jesús Castillo      |     |
| 17    | MED   | Christofer Gonzales |     |
| 10    | DEL   | Jhon Marchán        | 45' |
| 8     | DEL   | Alejandro Hohberg   | 69' |
| 21    | DEL   | Irven Ávila         | 75' |
| D. T. | D. T. | Roberto Mosquera    |     |

| 12    | POR   | Manuel Heredia      |     |
| 25    | DEF   | Eduardo Rabanal     | 86' |
| 3     | DEF   | Gonzalo Godoy       |     |
| 13    | DEF   | Horacio Benincasa   |     |
| 4     | DEF   | Rafael Lutiger      |     |
| 11    | MED   | Javier Núñez        | 86' |
| 31    | MED   | Jean Pierre Fuentes |     |
| 23    | MED   | Jesús Barco         | 73' |
| 10    | MED   | Felipe Rodríguez    |     |
| 19    | DEL   | Mauro Guevgeozián   | 73' |
| 27    | DEL   | Rely Fernández      |     |
| D. T. | D. T. | Pablo Peirano       |     |

| 30 | DEL | Percy Liza         | 45' |
| 25 | MED | Martín Távara      | 69' |
| 20 | DEL | Joao Grimaldo      | 75' |
| 22 | DEF | Alejandro Gonzáles | 86' |

| 28 | MED | David Dioses          | 73' |
| 22 | DEL | José Carlos Fernández | 73' |
| 17 | DEL | Kleiber Palomino      | 86' |
| 7  | DEL | Osnar Noronha         | 86' |

| 58' · 68' | Percy Liza | 1:0 2:1 |

| 66' | Felipe Rodríguez | 1:1 |

| 30' · 78' · 90+3' | Horacio Calcaterra Martín Távara Alejandro González |

| 35' · 71' · 77' · 86' | Rely Fernández Horacio Benincasa Eduardo Rabanal Jean Pierre Fuentes |

| Principal  | Edwin Ordóñez   |
| Asistentes | Abraham Loayza  |
|            | Alex Valdiviezo |
| Cuarto     | Hibert Villegas |

|  |                    |     |     |
|  | Tiros              | 12  | 6   |
|  | Tiros a puerta     | 7   | 2   |
|  | Faltas             | 16  | 21  |
|  | Saques de esquina  | 7   | 1   |
|  | Fueras de juego    | 4   | 2   |
|  | Posesión del balón | 61% | 39% |

|                                      |
| Campeón Sporting Cristal 1.er título |

## Datos y estadísticas

### Goleadores
| Yorleys Mena          | Universidad César Vallejo | 3 | 2 |
| Joao Villamarín       | Sport Boys                | 2 | 3 |
| Marlon Ruidías        | Sport Chavelines          | 2 | 3 |
| Percy Liza            | Sporting Cristal          | 2 | 3 |
| Irven Ávila           | Sporting Cristal          | 2 | 4 |
| Javier Núñez          | Carlos A. Mannucci        | 2 | 5 |
| Fuente: Transfermarkt |                           |   |   |

### Asistentes
| Christian Neira       | Unión Comercio   | 2 | 3 |
| Neil Marcos           | Atlético Grau    | 2 | 3 |
| Horacio Calcaterra    | Sporting Cristal | 2 | 4 |
| Irven Ávila           | Sporting Cristal | 2 | 4 |
| Fuente: Transfermarkt |                  |   |   |

### Clasificación general
| Pos. | Equipo                 | Div. | Pts. | PJ | PG | PE | PP | GF | GC | Dif | Rend.  |
| ---- | ---------------------- | ---- | ---- | -- | -- | -- | -- | -- | -- | --- | ------ |
| 1    | Sporting Cristal       | 1    | 12   | 4  | 4  | 0  | 0  | 9  | 3  | +6  | 100%   |
| 2    | Carlos A. Mannucci     | 1    | 8    | 5  | 2  | 2  | 1  | 8  | 5  | +3  | 53.33% |
| 3    | Unión Comercio         | 2    | 7    | 4  | 2  | 1  | 1  | 5  | 3  | +2  | 58.33% |
| 4    | Atlético Grau          | 2    | 5    | 3  | 1  | 2  | 0  | 4  | 3  | +1  | 55.55% |
| 5    | Sport Boys             | 1    | 7    | 3  | 2  | 1  | 0  | 5  | 2  | +3  | 77.77% |
| 6    | UTC                    | 1    | 7    | 3  | 2  | 1  | 0  | 2  | 0  | +2  | 77.77% |
| 7    | Sport Chavelines       | 2    | 4    | 3  | 1  | 1  | 1  | 4  | 4  | 0   | 44.44% |
| 8    | Ayacucho               | 1    | 4    | 3  | 1  | 1  | 1  | 1  | 2  | −1  | 44.44% |
| 9    | Deportivo Municipal    | 1    | 4    | 2  | 1  | 1  | 0  | 1  | 0  | +1  | 66.66% |
| 10   | Alianza Atlético       | 1    | 4    | 2  | 1  | 1  | 0  | 1  | 0  | +1  | 66.66% |
| 11   | César Vallejo          | 1    | 3    | 2  | 1  | 0  | 1  | 4  | 4  | 0   | 50%    |
| 12   | Deportivo Coopsol      | 2    | 3    | 2  | 1  | 0  | 1  | 3  | 3  | 0   | 50%    |
| 13   | Cusco FC               | 1    | 1    | 2  | 0  | 1  | 1  | 3  | 4  | −1  | 16.66% |
| 14   | Cultural Santa Rosa    | 2    | 1    | 2  | 0  | 1  | 1  | 2  | 3  | −1  | 16.66% |
| 15   | Pirata FC              | 2    | 1    | 2  | 0  | 1  | 1  | 0  | 1  | −1  | 16.66% |
| 16   | Deportivo Llacuabamba  | 2    | 1    | 2  | 0  | 1  | 1  | 2  | 5  | −3  | 16.66% |
| 17   | Universidad San Martín | 1    | 1    | 1  | 0  | 1  | 0  | 2  | 2  | 0   | 33.33% |
| 18   | Alianza Lima           | 1    | 1    | 1  | 0  | 1  | 0  | 2  | 2  | 0   | 33.33% |
| 19   | Deportivo Binacional   | 1    | 1    | 1  | 0  | 1  | 0  | 1  | 1  | 0   | 33.33% |
| 20   | Sport Huancayo         | 1    | 1    | 1  | 0  | 1  | 0  | 0  | 0  | 0   | 33.33% |
| 21   | Cienciano              | 1    | 1    | 1  | 0  | 1  | 0  | 0  | 0  | 0   | 33.33% |
| 22   | FBC Melgar             | 1    | 0    | 1  | 0  | 0  | 1  | 1  | 2  | −1  | 0%     |
| 23   | Unión Huaral           | 2    | 0    | 1  | 0  | 0  | 1  | 1  | 2  | −1  | 0%     |
| 24   | Universitario          | 1    | 0    | 1  | 0  | 0  | 1  | 0  | 1  | −1  | 0%     |
| 25   | Academia Cantolao      | 1    | 0    | 1  | 0  | 0  | 1  | 0  | 1  | −1  | 0%     |
| 26   | Comerciantes Unidos    | 2    | 0    | 1  | 0  | 0  | 1  | 0  | 1  | −1  | 0%     |
| 27   | Juan Aurich            | 2    | 0    | 1  | 0  | 0  | 1  | 0  | 1  | −1  | 0%     |
| 28   | Carlos Stein           | 2    | 0    | 1  | 0  | 0  | 1  | 0  | 1  | −1  | 0%     |
| 29   | Santos FC              | 2    | 0    | 1  | 0  | 0  | 1  | 1  | 3  | −2  | 0%     |
| 30   | Alianza Universidad    | 1    | 0    | 1  | 0  | 0  | 1  | 1  | 4  | −3  | 0%     |